# Só Num Sonho
"Só Num Sonho" é uma canção da cantora e compositora baiana Ivete Sangalo gravada para o seu sétimo álbum de estúdio Real Fantasia (2012). Escrita por Ivete com os músicos Radamés Venâncio e Gigi, a canção fala sobre um término de um relacionamento e foi inspirada após uma conversa de Ivete com seu maquiador, onde a cantora deu conselhos sentimentais. Posteriormente, Ivete fez uma versão ao vivo da canção para o seu quarto álbum ao vivo, Multishow ao Vivo: Ivete Sangalo 20 Anos (2014), e a lançou como quintosingle do álbum em 17 de abril de 2015. O videoclipe da canção, retirado da performance da canção feita para o DVD, foi lançado no dia 17 de abril de 2015. Entre as composições da cantora, "Só Num Sonho" foi a 10° mais tocada nas rádios entre os anos de 2015 e 2020, de acordo com o ECAD.

## Composição e lançamento
"Essa música tem uma frase que quando eu falei eu achei que não era eu que tava falando que é "dizer adeus é tão difícil e eu ainda te amo." [...] Despedir é tão difícil, e dizer adeus é tipo, cortar aquele elo com aquilo, ou com aquela pessoa, com aquele sentimento, com aquele lugar, mas dizer adeus é uma das coisas mais difíceis"

—Ivete sobre a composição da canção.
Após uma conversa com o seu produtor de longa data Alexandre Lins, Ivete Sangalo resolveu gravar novas canções para o seu então sétimo álbum de estúdio. Durante o processo de gravação, Alexandre alertou a Ivete que eles não tinham nenhuma música romântica e que falasse de amor, então Ivete buscou inspiração com o seu maquiador, que contou uma difícil história de amor que ele estava passando na época. Segundo Ivete, "Ele começou a desabafar e eu sou meio psicóloga e comecei a dar conselhos. Com ele me maquiando, veio uma música. Aí saí da maquiagem, chamei o Radamés [Venâncio] e fizemos."
Com a letra feita por Ivete, Radamés criou a melodia da canção e Gigi construiu o final da faixa. "Só Num Sonho", que segundo Ivete foi criada em cinco minutos, foi incluída em Real Fantasia (2012). A balada romântica inicia-se com toques de violino e piano, enquanto sua letra retrata como não é fácil dizer adeus a alguém que se ama. "Vá, siga o seu caminho (…)/Dizer adeus é tão difícil, e eu ainda te amo," ela canta no refrão. "Só Num Sonho" foi gravada por Ivete em seu quarto álbum e DVD ao vivo, Multishow ao Vivo: Ivete Sangalo 20 Anos (2014). A versão da canção foi lançada nas rádios brasileiras no dia 15 de abril de 2015 como single promocional.

## Recepção da crítica
Em sua análise de Real Fantasia, Marco Ferreira do Notas Musicais classificou a canção como "sentimental", dizendo que ela "rebobina clichês românticos. É a balada lacrimejante da vez." Já em sua crítica para o álbum Multishow ao Vivo - Ivete Sangalo 20 Anos, o crítico a denominou uma romântica balada "resignada". Yhuri Nukui do site Vestuário considerou a faixa "um dos grandes fortes de Ivete." Deivson Prescóvia do site Audiograma publicou na sua resenha que a canção "traz calma a bagunça feita por Sangalo até o momento," dando ênfase aos arranjos de Radamés Venâncio e na participação de Gigi na composição, que, segundo ele "nos brinda com uma ótima canção adiante." Marcelo Tambor do site Axé Revista aplaudiu a " interpretação impecável" da cantora na faixa.

## Videoclipe
O videoclipe da canção, retirado da performance feita por Ivete para o DVD ao vivo, foi lançado oficialmente no canal da cantora no YouTube/VEVO no dia 17 de abril de 2015.

## Desempenho nas tabelas musicais

### Paradas semanais
| Parada (2015)                                         | Melhor posição |
| ----------------------------------------------------- | -------------- |
| Brasil (Billboard Brasil)                             | 40             |
| Brasil (Billboard Brasil Regional Salvador Hot Songs) | 1              |

## Créditos
Todo o processo de elaboração da canção atribui os seguintes créditos pessoais:
| - Ivete Sangalo – vocalista principal, compositora. - Radamés Venâncio - composição, arranjo, piano. - Gigi - composição, baixo. - Marcelo Brasil - bateria. - Ricardo Amado - violino, spalla, arregimentador. - Alcel Reis - violoncelo. - Hudson Llima - violoncelo. - Estevan Reis - violas. - Ivan Zandonade - violas. - Cecília Mendes Amado - violas. - Ricardo Taboada - violas. | - Carlos Roberto Mendes - violino. - Giseli Sampaio Costa - violino. - Sonia Katz - violino. - Adonhiran Reis - violino. - Carla Rincon - violino. - Yuri Reis Corrêa - violino. - Gustavo Menezes - violino. - Márcio Sanches - violino. - Dhyan Toffolo - violino. - Ricardo Menezes - violino. - Tamara Barquette - violino. |

## Histórico de lançamento
| País   | Data                | Formato(s) | Gravadora       |
| ------ | ------------------- | ---------- | --------------- |
| Brasil | 15 de abril de 2015 | Airplay    | Universal Music |